# Rio Chicago
O rio Chicago é um rio estadunidense de 251 quilômetros de extensão que atravessa o centro da cidade de Chicago.
Originalmente desaguava no gigantesco Lago Michigan, e por obra de engenharia passou a integrar a bacia do rio Mississipi. O Rio Chicago é incomum porque flui ao contrário. Engenheiros reverteram sua direção há mais de um século porque os habitantes da cidade o utilizavam como despejo. Lavaduras, detritos e lixo industrial, tudo convergia para o rio que desemboca no Lago Michigan. Como o lago era fonte de água potável para a cidade, milhares ficaram doentes e morreram antes que as autoridades decidissem redirecionar o rio para fluir ao contrário e não desembocar no lago.